# Creu de la Sala
La Creu de la Sala, o Creu del Camí, és una creu de terme de Foixà (Baix Empordà) situada a la vora del camí, entre la sala de Baix i Foixà, enmig dels camps de conreu, prop de l'església de Santa Maria de la Sala.
Va ser erigida l'any 1518, d'acord amb la inscripció gravada al peu de la figura de Crist. Durant la Guerra Civil devia ser destruïda i reconstruïda el 1947, tal com indica la data gravada al peu de la figura de la Mare de Déu. Per tipologia i forma és molt probable que la creu actual sigui una rèplica de l'anterior, exceptuant el basament, que sí que sembla que és l'original.
La creu és de braços rectes amb un acabament flordelisat. A l'anvers hi ha el Crist crucificat i al revers la Mare de Déu i el Nen, suportada per una mènsula. Les imatges són de factura senzilla. El basament està format per tres graons circulars, a sobre hi ha el fust octogonal rematat per un capitell també octogonal i esvelt, amb tres motllures sense decoració. Sota la imatge del Crist hi ha un escut en relleu amb la data '1518' gravada i sota la imatge de la Mare de Déu un altre escut amb dues dates: '1518' i '1974'.